# Pseudometachilo
Pseudometachilo is een geslacht van vlinders van de familie grasmotten (Crambidae).

## Soorten
- P. delius Bleszynski, 1966
- P. faunellus Dyar, 1911
- P. irrectellus Möschler, 1881
- P. subfaunellus Bleszynski, 1967